# Щупальця

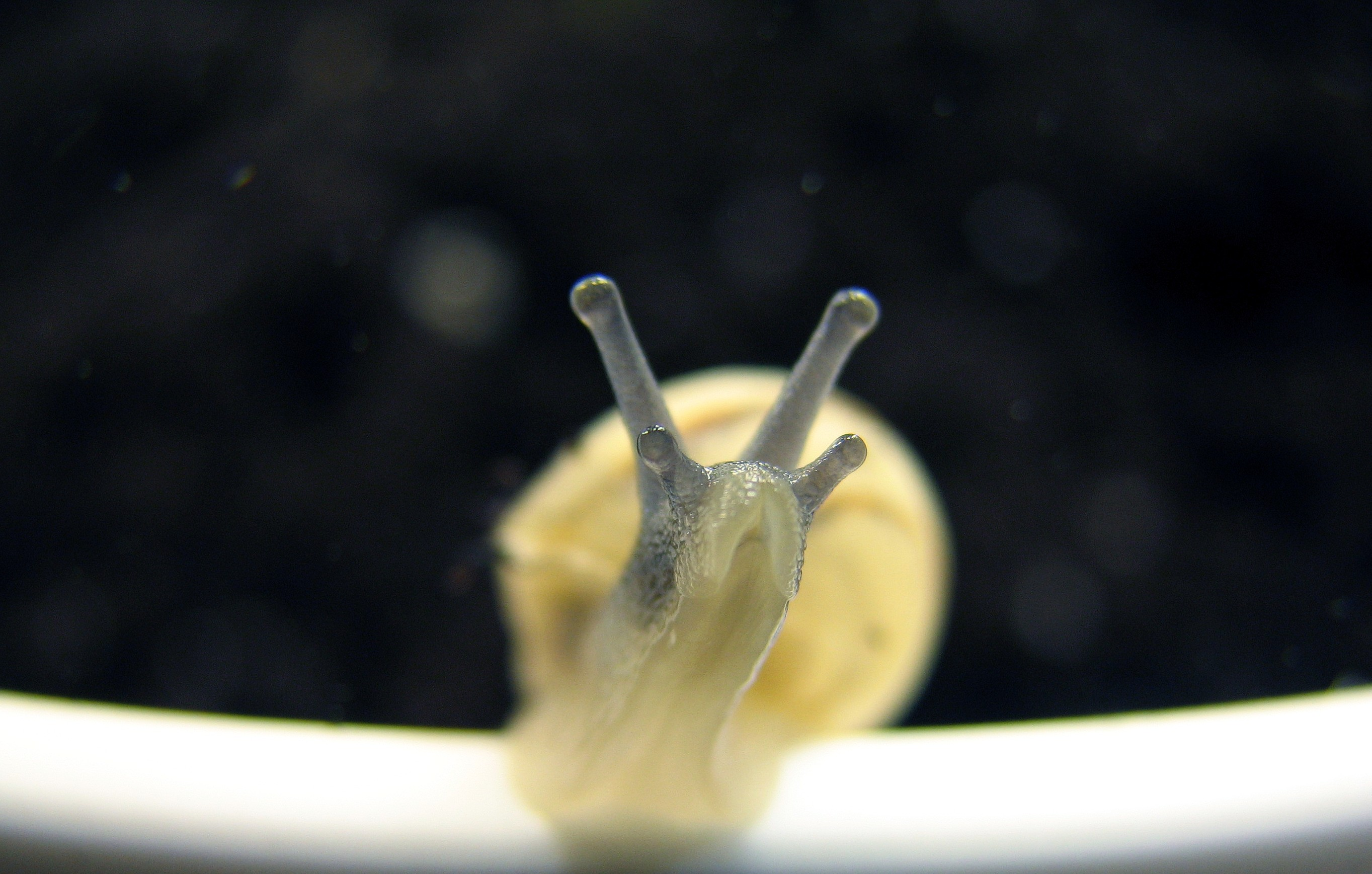
Щупальці черевоногих молюсків

Щ́упальця, щ́упальці, мацаки́ — рухомі вирости тіла у кишковопорожнинних, молюсків, кільчастих червів, мохуваток, плечоногих, погонофор та інших безхребетних тварин. Вони можуть бути простими або розгалуженими. В окремої особини всі щупальця можуть бути однаковими за будовою та розмірами, а можуть відрізнятися та виконувати різні функції. Розташовані зазвичай на передній частині тіла та виконують функцію захоплення їжі, іноді дихання та дотику. У кишковопорожнинних щупальці багаті на нематоцисти, у головоногих молюсків мають присоски. У черевоногих молюсків щупальці виконують функції органів дотику та нюху, у головоногих — захоплення їжі та пересування. Крім того у самців головоногих молюсків одне зі щупалець, яке називають гектокотилем, бере участь у заплідненні самиць. У деяких видів восьминогів цей орган навіть має певну автономну поведінку. Наповнений сперматофорами гектокотиль відривається від тіла самця, вільно плаває, а знайшовши самицю, заповзає у її мантійну порожнину та запліднює яйця.